# Krasica (Buje)
Krasica je malo mjesto, oko 5 kilometara udaljeno od Buja, na državnoj cesti D21. Mjesto ima oko 250 stanovnika, raštrkanih po zaseocima: Mužulini (gornji i donji), Baredine (gornje i donje), Vrh Činić, Glavoći (Gardoši) Punta, Brajki, Bucaj, Bekari, Jugovci, Lozari, te Stancija Loj i Stancija Zubin.
U mjestu djeluje Mjesni odbor i zajednica Talijana, koji dijele prostorije doma kulture, obnovljen prije nekoliko godina. U domu nalazi se i tipična gostionica, nadomak ceste s velikim parkiralištem, što predstavlja osvježenje, pogotovo putnicima i turistima u ljetnim mjesecima.
Mjesto je danas poznato po maslinarstvu. U zadnjim se godinama značajno proširilo a žitelji su prihvatili izazov i posadili značajan broj stabala. Svake se godine u mjestu održava i sajam maslinovog ulja, na kojemu kemijske i organoeleptičke analize ulja lokalnih proizvođača ukazuju na visoku kvalitetu autohtonog proizvoda. Prolazeći kroz Krasicu svačije će oko primijetiti drvored maslina kraj ceste, te pitomi pogled na obrađenim brežuljcima, koji se lagano spuštaju prema moru.

## Povijest
U špilji "Valeron" na obronku iznad doline Mirne oko 3 kilometara udeljena od zaselka Punte, pronađeni su artefakti još iz željeznog doba. Pronađeni su i natpisi te kovani novac iz Rimskog doba na širem području Krasice.
Prapovijesna gradina, kasnije fortifikacija, nalazila se na brežuljku oko stotinjak metara zapadno od današnje crkve Sv. Stjepana i Sv. Marije Magdalene. (Tu se danas nalazi Villa Plac, vidljiva s ceste). Gradina je u više navrata mijenjala ime: Istarski Kastrum ili Castrum Castiloni, spomijne se u dokumentu iz 1102. godine, kojim istarski knez Ulrik II. i njegova žena Adelaida poklanjaju posjed akvilejskim patrijarskima.
1320. godine patrijarh Biaquino III. De' la Torre (Nećak Biaquina iz Momjana ubijen 1274) sa sinom Francescom Oslacco podignuo je utvrdu na tom lokalitetu. Na području utvrde (kaštela) sagrađeno je nekoliko kuća te crkvica. Dok je Biaquino vladao Kaštelom, postigao je 1343.god. savez s goričkim grofovima iz Pietrapelose protiv Mletaka. Kasnije kada je vidio moć mornaričke republike, promijenio je savezništvo i sprijateljio se s Mlečanima a gorički su grofovi bili poraženi.
Patrijarh Bertrand od Sv. Genesia u savezništvu s Lurnima (Goričkom gospodom). Poslao je iz Pietra Pelose (Utvrda u dolini Bračane, pritoke Mirne) vojnu ofenzivu protiv Krasičanske utvrde Castion koju su 1320. podigla momjanska gospoda. Opkolili su kaštel te priveli Biaquinqa i njegovog sina. Ofenziva je potpuno uništila kaštel, koji nikada više neće biti popravljen. 1351. godine Francesco Oslacco biva oslobođen iz zatvora te mu se očeva ostavština vraća. Negovom smrću i obitelj odumire, a feud 1358. godine postane vlasništvo Simonea di Valvasone ali sa zabranom rekonstrukcije utvrde.
Godine 1402. patrijarh Antonio II. Pancera predaje feud Bujcima. Aktom predaje feuda Bujcima, prestaje i dokumentacija feuda, koji se spominje imenom Castion. Ime dobiva po potoku što izvire u podnožju brežuljka, a istoimeni potok se ulijeva u more u Umaškom zaljevu (prokopan kanal ispod nove obale).
U ove krajeve doseljavaju Hrvati iz Dalmacije. U 16. stoljeću izgradili su groblje i župnu crkvu sv. Stjepana. Iz rimskih su građevina kameni ulomci ugrađeni u pročelje. Današnja crkva podignuta je 1870. na istom mjestu. Zvonik je odvojen od crkve. 
U 17. stoljeću spominje se tamošnja crkva kao dio kapelanije Tribana.
Na najvišem punktu brežuljka, bila je ostala jedino crkvica sve do kraja 18. stoljeća. Crkvica u romaničkom stilu s malom absidom, nosila je ime sv. Marije od Gradine. Po njoj se usmenom predajom, brežuljak na kojem je bio kaštel, zvao Bujska gradina, što stariji mještani i danas tako zovu to područje, na kojemu su ostale samo hrpe kamenja.

## Kultura
- župna crkva sv. Stjepana
- crkva sv. Marije Magdalene
- crkva Gospe od Gradine, porušena u 18. st.

## Stanovništvo
Prema popisu stanovništva iz 2011. godine, naselje je imalo 173 stanovnika.
| broj stanovnika | 622   | 659   | 546   | 586   | 617   | 658   | 1010  | 1102  | 634   | 429   | 395   | 236   | 210   | 172   | 152   | 173   | 158   |
|                 | 1857. | 1869. | 1880. | 1890. | 1900. | 1910. | 1921. | 1931. | 1948. | 1953. | 1961. | 1971. | 1981. | 1991. | 2001. | 2011. | 2021. |

## Poznate osobe
- Ivana Altina, misionarka u Peruu koja radi s napuštenom djecom
- Francesco Bonifacio, kršćanski mučenik i blaženik